# Гонарс
Гонарс (итал. Gonars) је насеље у Италији у округу Удине, региону Фурланија-Јулијска крајина.
Према процени из 2011. у насељу је живело 3938 становника. Насеље се налази на надморској висини од 22 м.

## Становништво
| 1936. | 1951. | 1961. | 1971. | 1981. | 1991. | 2001. | 2011. |
| ----- | ----- | ----- | ----- | ----- | ----- | ----- | ----- |
| 4.029 | 4.603 | 4.539 | 4.598 | 4.658 | 4.570 | 4.639 | 4.790 |